# Galon imperial
     Litru
     Galon american
     Galon imperial
     Nu există date

Unități de benzină utilizate la nivel mondial:
Litru
Galon american
Galon imperial
Nu există date

În 1824, Marea Britanie a adoptat o aproximație a galonului de bere, cunoscut sub numele de galon imperial. Acest galon era definit ca volumul a 10 livre de apă distilată cântărite în aer, la presiunea barometrică de 30 țoli de mercur (1016 milibari = 101,6 kPa) și la o temperatură de 62 ºF (16,667 °C, de unde rezultau 277,41945 țoli cubici.
Un galon imperial echivalează cu 4,5460902819948 litri.